# Goniotorna chersopis
Goniotorna chersopis is een vlinder uit de familie bladrollers (Tortricidae). De wetenschappelijke naam voor deze soort is voor het eerst geldig gepubliceerd in 1933 door Meyrick.
De soort komt voor in tropisch Afrika.